# جائزة إيطاليا الكبرى 1992
جائزة إيطاليا الكبرى 1992 هو سباق فورمولا 1 أقيم بتاريخ 13 سبتمبر 1992 في حلبة مونزا، إيطاليا. كان الثالث عشر من أصل 16 في بطولة العالم لسباقات الفورمولا واحد موسم 1992. حلّ البرازيلي آيرتون سينا أولا بينما جاء البريطاني مارتن براندل في المركز الثاني وحصل على المركز الثالث الألماني مايكل شوماخر.

## وصلات خارجية
- الموقع الرسمي